# 貴族制

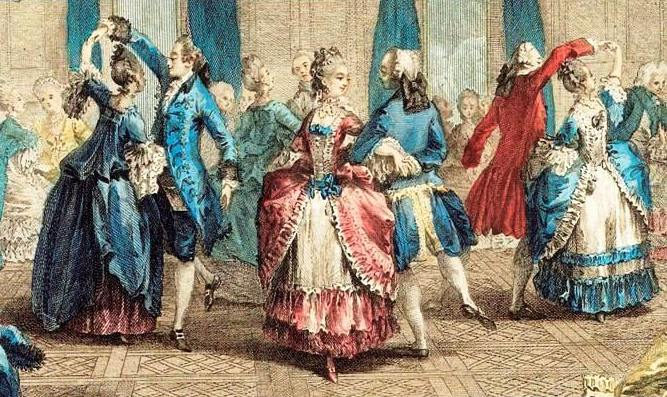
フランスの貴族人、1774年。

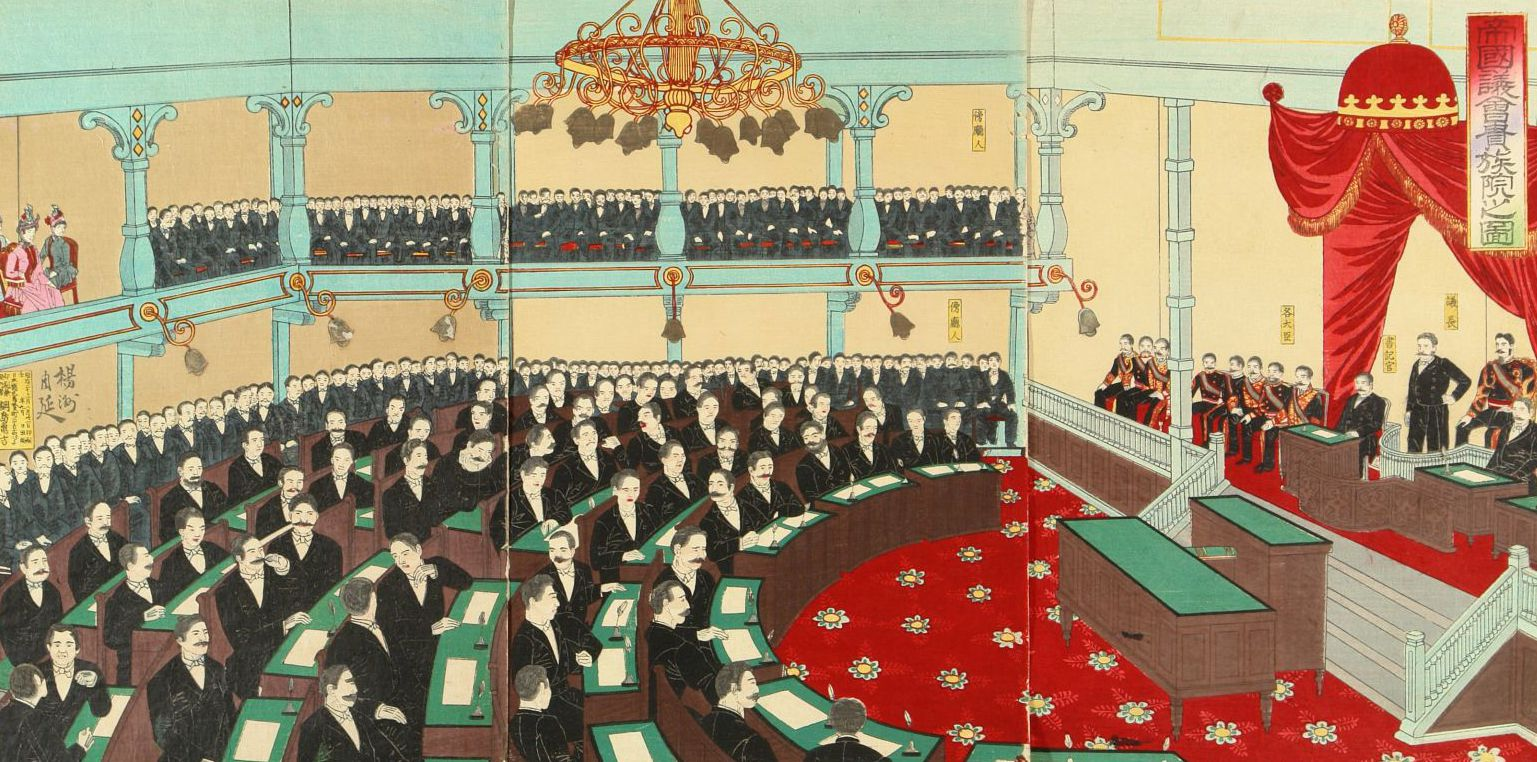
明治時代の日本の貴族院を描いた絵画。近代日本の貴族制度である華族が貴族院議員のうち一定数を構成した。

貴族制（きぞくせい、アリストクラシー）は、少数の特権的な貴族が支配階級となる政治体制のこと。対比語は民主主義（デモクラシー、多数者支配）など。

## 語源
“aristocracy（アリストクラシー）”の語源は古典ギリシア語の“aristo”（最上の）と“cratia”（支配）を組み合わせた言葉で、“優れた者による支配”(rule of the best)を意味する。古代ギリシアのアテナイでは「アリスト（ス）」という言葉は軍の先頭に立って剣を抜く若い市民に対しての表現であったが、その後の世襲化し特権階級化した貴族にも使用されるようになった。

## 概要
貴族とは「最上の」人々を指す用語であり、その社会や文化で「高貴、上位、優秀」などと認識されている階層や階級である。貴族制は多くの場合は世襲によるが、成果を上げた政治家や軍人などを採用するなど、その内容は社会や文化によっても異なる。
貴族は、世襲の金権政治（富豪政治、plutocracy）階級をさすことが最も多かった（富や財力を持つことは、最上さ、高貴さを見せ付けることができる余裕があるからである）。
ただし、貴族制の歴史の重みと「高貴なる義務（ノブレス・オブリージュ、noblesse oblige）」は、貴族層に対し、少なくとも建前の上では高い志からの行動を要求していた。
プラトンは「哲人王」と黄金の魂を持つ支配者階級の統治によるアリストクラティアこそが理想の政治体制だと説いた。ただし哲人王は最上の知識と知恵を兼ね備えた哲人であることが求められ、階級も生まれた後に能力によって上下することが可能なため、今日的な語用では貴族政治というよりはメリトクラシー（能力による支配）やテクノクラシー（科学者・技術者による支配）に近い。

## 歴史
古代ギリシアでは戦における勇敢さは非常に高い美徳であったため、軍隊は「最上の者」によって率いられていた。
古代ローマの共和政ローマは王を追放して共和主義を掲げた共和国だが、貴族や元老院も存在した（混合政体）。
中世ヨーロッパにおいて、貴族は軍の先頭に立つことになっていたため、貴族は古代ギリシアでのエリート市民同様に、自分たちの軍隊での役割ゆえに自らを「最上」で「高貴」とみなし、同じくエリート市民同様に奴隷を持てる特権階級となっていた。その高貴さ、最上さは教会が保障していた。
フランス革命の主な原因として、伝統的な貴族制がもはや「最上の者による支配」という理念を、維持しがたくなってしまったことがあげられる。ルイ14世時代の軍隊の近代化で、貴族はもはや軍の先頭に立つ必要がなくなり、完全に安全地帯から部隊を指揮するようになっていた。危険を冒す伝統的な慣習を放棄したとき、伝統的な特権も維持するのはもはや困難となった。
フランス革命では、貴族は果たした役割でなく、実態として生まれによってその地位を得た特権階級という面が強調され、このような不要な階級は新興のブルジョワやリベラルな一般人の敵とされた。以後、「貴族」という言葉は、生まれながらにして前線で戦死する機会を主張する人々のことではなく、生まれながらにして贅沢や特権を主張する人々の象徴となり、本来の意味からは遠くなってしまった。
貴族制に対する闘争はフランス革命後の反動期にも続き、特に欧州全土で起こった1848年革命においては非常に激しいものがあった。ヨーロッパで貴族制がいつ終焉したかは異論があるが、だいたい第一次世界大戦の終わった1918年には貴族制は民主制に取って代わられ、以後貴族は実態的な権力のない社会の飾りとなっている。

## 現状
イギリスその他ヨーロッパ諸国で世襲貴族などを認めている国では、「貴族」はおよそ7000家族の世襲貴族の末裔のことをいい、今なおそれなりの富を通常継承している。
サウジアラビアなどの絶対君主制では、今でもかつての武人らの末裔が貴族となり富と権力を独占しているような国も存在する。
アメリカ合衆国その他、世襲の軍人階級のなかった国では、「貴族」はもっぱらスタイルの面でのみ使われている。たいていの場合、貴族的とはスノッブな趣味を追いかけるリッチな人々をさす否定的な言葉だが、一方では、貴族的という言葉は優雅なライフスタイルと強い義務感を併せ持つ人をさすこともある（ここに、今でも貴族という言葉本来にあったノブレス・オブリージュの概念が残っている）。

## 各国の貴族制
- 貴族共和国 - ポーランド・リトアニア共和国の貴族による民主主義的支配のシステム
- タイの貴族制（英語版）
- 華族